# Max Troia
Max Troia ist ein US-amerikanischer Schauspieler, Synchronsprecher, Filmeditor, Filmregisseur und Drehbuchautor.

## Leben
Seit Mitte der 2000er Jahre ist Troia als Filmschauspieler, speziell für Kurzfilme, tätig. Ab 2007 folgten auch verschiedenen Funktionen als Filmschaffender oder Synchronsprecher. Als solcher war er vor allem als Erzähler in mehreren Kurzfilmen zu hören. Sein Spielfilmschauspieldebüt gab er 2020 im Film She's in Portland mit Tommy Dewey, Ricco Ross und Minka Kelly in den Hauptrollen. 2022 stellte er im Film Birdemic 3: Sea Eagle die Rolle des Herrn Green dar, der dem von Ryan Lord verkörperten Hauptcharakter Evan das Prinzip eines Weltraumaufzugs erklärt und die Vorteile von solchem erläutert. 2023 übernahm er die titelgebende Hauptrolle im Kurzfilm Dr. Dream.

## Filmografie (Auswahl)

### Schauspiel
- 2004: The Way of the Samurai (Kurzfilm)
- 2008: The Run-In (Kurzfilm)
- 2010: Just Becousins (Kurzfilm)
- 2010: The Gift (Kurzfilm)
- 2010: The Fatalist (Kurzfilm)
- 2010: The Gift 2: Sleepy Time (Kurzfilm)
- 2010: Cranked Up! (Kurzfilm)
- 2011: The Drop Point (Kurzfilm)
- 2011: Brawl Is War (Kurzfilm)
- 2011: Dispose of the Buddy (Kurzfilm)
- 2011: Nerdio and Nerdette (Kurzfilm)
- 2012: Vegas Guy (Kurzfilm)
- 2012: The Last Laugh (Kurzfilm)
- 2012: SecondHand Games – Journey to Silius (Kurzfilm)
- 2012: Buff Guy with a Stick (Kurzfilm)
- 2013: The Fire Flower (Kurzfilm)
- 2013: Actively Environmental: The Other NAACP (Kurzfilm)
- 2013: Nature Preservation Society (Kurzfilm)
- 2013: Ass Kickin' Mike DVDs (Kurzfilm)
- 2013: Stilvin Has an Interview (Kurzfilm)
- 2013: The Origin of the English Language (Kurzfilm)
- 2014: Guido Blowout! (Kurzfilm)
- 2014: How to Be a Famous Internet Star (Kurzfilm)
- 2014: Tom & Mike (Kurzfilm)
- 2014: Chips and Scripts (Kurzfilm)
- 2015: Dream Chaser (Kurzfilm)
- 2015: The Story of a Broken Stereo (Kurzfilm)
- 2015: Beach Adventure (Kurzfilm)
- 2015: Midnight (Kurzfilm)
- 2016: LabROARtory (Kurzfilm)
- 2016: I Put That Sh*t on Everything (Kurzfilm)
- 2016: The Power of the Shark (Kurzfilm)
- 2016: Live Stream Murder Caught on Tape (Kurzfilm)
- 2016: That's It! Part I (Kurzfilm)
- 2016: House Enhancement (Kurzfilm)
- 2016: That's It! Part II (Kurzfilm)
- 2016: Duracellicopter (Kurzfilm)
- 2017: That's It! Part III (Kurzfilm)
- 2018: The Last Showing (Kurzfilm)
- 2018: The Convenient Truth (Kurzfilm)
- 2018: Equip Yourself with Only the Best (Kurzfilm)
- 2018: The 4 Color Pen (Kurzfilm)
- 2018: Weekend Away (Kurzfilm)
- 2018: Real Recycling Crimes: The Interrogation (Kurzfilm)
- 2019: Lunch Break with Saikebon! (Kurzfilm)
- 2019: The Wrestler (Kurzfilm)
- 2019: Problematic Solution (Kurzfilm)
- 2019: Big Solution, Big Problem (Kurzfilm)
- 2019: Remember Your Cup (Kurzfilm)
- 2019: Touching Shadows (Kurzfilm)
- 2020: She's in Portland
- 2021: Half Baked (Kurzfilm)
- 2021: Cassette (Kurzfilm)
- 2022: Compost Crimes (Kurzfilm)
- 2022: Birdemic 3: Sea Eagle
- 2023: Dr. Dream (Kurzfilm)

#### Musikvideos
- 2016: Timecop1983 Feat. Seawaves: Lovers
- 2017: If It Kills You: Buried in Your Backyard
- 2019: Prune Hounds: Sunsweet Feel Good Song

### Synchronisationen
- 2007: Surface Muffin (Kurzfilm)
- 2007: No Ho Ho Holds Barred (Kurzfilm)
- 2012: Cold Revenge (Kurzfilm)
- 2015: Start with Trust (Kurzfilm)
- 2016: Hungry Pirates' Adventure (Kurzfilm)
- 2016: The Superfood (Kurzfilm)
- 2018: The Footrace (Kurzfilm)
- 2018: Rackham: Trailer (Kurzfilm)
- 2019: You Ain't Yeti for This (Kurzfilm)

### Filmeditor
- 2007: Surface Muffin (Kurzfilm)
- 2007: No Ho Ho Holds Barred (Kurzfilm)
- 2008: The Run-In (Kurzfilm)
- 2010: Cranked Up! (Kurzfilm)
- 2011: The Drop Point (Kurzfilm)
- 2011: Brawl Is War (Kurzfilm)
- 2011: Dispose of the Buddy (Kurzfilm)
- 2012: Vegas Guy (Kurzfilm)
- 2012: Buff Guy with a Stick (Kurzfilm)
- 2012: Cold Revenge (Kurzfilm)
- 2013: Nature Preservation Society (Kurzfilm)
- 2013: Ass Kickin' Mike DVDs (Kurzfilm)
- 2014: Pizza My Way Commercial: Pleasant Hill (Kurzfilm)
- 2014: Pizza My Way Commercial: Pacific Grove (Kurzfilm)
- 2014: Guido Blowout! (Kurzfilm)
- 2014: 47 & the Thermal Bath Hotel (Kurzfilm)
- 2014: How to Be a Famous Internet Star (Kurzfilm)
- 2014: Tom & Mike (Kurzfilm)
- 2014: Chips and Scripts (Kurzfilm)
- 2015: The Road Less Traveled (Dokumentation)
- 2015: Dream Chaser (Kurzfilm)
- 2015: The Story of a Broken Stereo (Kurzfilm)
- 2015: Start with Trust (Kurzfilm)
- 2015: Beach Adventure (Kurzfilm)
- 2016: LabROARtory (Kurzfilm)
- 2016: I Put That Sh*t on Everything (Kurzfilm)
- 2016: Hungry Pirates' Adventure (Kurzfilm)
- 2016: The Power of the Shark (Kurzfilm)
- 2016: That's It! Part I (Kurzfilm)
- 2016: House Enhancement (Kurzfilm)
- 2016: That's It! Part II (Kurzfilm)
- 2016: Duracellicopter (Kurzfilm)
- 2017: Two Wheels to Freedom (Dokumentation)
- 2017: The Holmes Hotel (Dokumentation)
- 2017: That's It! Part III (Kurzfilm)
- 2018: The Footrace (Kurzfilm)
- 2018: The Convenient Truth (Kurzfilm)
- 2018: Equip Yourself with Only the Best (Kurzfilm)
- 2018: The 4 Color Pen (Kurzfilm)
- 2018: Noah's Bagels Commercial (Kurzfilm)
- 2019: Jeremiah Watkins and the Green Beret Heckler (Kurzfilm)
- 2019: You Ain't Yeti for This (Kurzfilm)
- 2019: Lunch Break with Saikebon! (Kurzfilm)
- 2019: The Wrestler (Kurzfilm)
- 2019: Problematic Solution (Kurzfilm)
- 2019: Big Solution, Big Problem (Kurzfilm)

### Drehbuch
- 2007: Surface Muffin (Kurzfilm)
- 2007: No Ho Ho Holds Barred (Kurzfilm)
- 2008: The Run-In (Kurzfilm)
- 2010: Just Becousins (Kurzfilm)
- 2010: The Gift (Kurzfilm)
- 2010: The Gift 2: Sleepy Time (Kurzfilm)
- 2011: The Drop Point (Kurzfilm)
- 2011: Brawl Is War (Kurzfilm)
- 2011: Dispose of the Buddy (Kurzfilm)
- 2012: Vegas Guy (Kurzfilm)
- 2012: The Last Laugh (Kurzfilm)
- 2012: SecondHand Games – Journey to Silius (Kurzfilm)
- 2012: Buff Guy with a Stick (Kurzfilm)
- 2012: Cold Revenge (Kurzfilm)
- 2013: Ass Kickin' Mike DVDs (Kurzfilm)
- 2014: Pizza My Way Commercial: Pleasant Hill (Kurzfilm)
- 2014: Pizza My Way Commercial: Pacific Grove (Kurzfilm)
- 2014: Guido Blowout! (Kurzfilm)
- 2014: 47 & the Thermal Bath Hotel (Kurzfilm)
- 2014: How to Be a Famous Internet Star (Kurzfilm)
- 2014: Tom & Mike (Kurzfilm)
- 2014: Chips and Scripts (Kurzfilm)
- 2015: Dream Chaser (Kurzfilm)
- 2015: The Story of a Broken Stereo (Kurzfilm)
- 2015: Beach Adventure (Kurzfilm)
- 2016: LabROARtory (Kurzfilm)
- 2016: Hungry Pirates' Adventure (Kurzfilm)
- 2016: The Power of the Shark (Kurzfilm)
- 2016: That's It! Part I (Kurzfilm)
- 2016: House Enhancement (Kurzfilm)
- 2016: That's It! Part II (Kurzfilm)
- 2016: The Superfood (Kurzfilm)
- 2016: Duracellicopter (Kurzfilm)
- 2017: That's It! Part III (Kurzfilm)
- 2018: The Footrace (Kurzfilm)
- 2018: The Convenient Truth (Kurzfilm)
- 2018: Equip Yourself with Only the Best (Kurzfilm)
- 2018: The 4 Color Pen (Kurzfilm)
- 2019: You Ain't Yeti for This (Kurzfilm)
- 2019: Lunch Break with Saikebon! (Kurzfilm)
- 2019: The Wrestler (Kurzfilm)
- 2019: Problematic Solution (Kurzfilm)
- 2019: Big Solution, Big Problem (Kurzfilm)

### Regie
- 2007: Surface Muffin (Kurzfilm)
- 2007: No Ho Ho Holds Barred (Kurzfilm)
- 2008: The Run-In (Kurzfilm)
- 2011: The Drop Point (Kurzfilm)
- 2011: Brawl Is War (Kurzfilm)
- 2011: Dispose of the Buddy (Kurzfilm)
- 2012: Buff Guy with a Stick (Kurzfilm)
- 2012: Cold Revenge (Kurzfilm)
- 2014: Pizza My Way Commercial: Pleasant Hill (Kurzfilm)
- 2014: Pizza My Way Commercial: Pacific Grove (Kurzfilm)
- 2014: Guido Blowout! (Kurzfilm)
- 2014: 47 & the Thermal Bath Hotel (Kurzfilm)
- 2014: How to Be a Famous Internet Star (Kurzfilm)
- 2014: Tom & Mike (Kurzfilm)
- 2015: Dream Chaser (Kurzfilm)
- 2015: The Story of a Broken Stereo (Kurzfilm)
- 2015: Beach Adventure (Kurzfilm)
- 2016: LabROARtory (Kurzfilm)
- 2016: I Put That Sh*t on Everything (Kurzfilm)
- 2016: Hungry Pirates' Adventure (Kurzfilm)
- 2016: The Power of the Shark (Kurzfilm)
- 2016: That's It! Part I (Kurzfilm)
- 2016: House Enhancement (Kurzfilm)
- 2016: That's It! Part II (Kurzfilm)
- 2016: The Superfood (Kurzfilm)
- 2016: Duracellicopter (Kurzfilm)
- 2017: The Holmes Hotel (Dokumentation)
- 2017: That's It! Part III (Kurzfilm)
- 2018: The Footrace (Kurzfilm)
- 2018: The Convenient Truth (Kurzfilm)
- 2018: Equip Yourself with Only the Best (Kurzfilm)
- 2018: The 4 Color Pen (Kurzfilm)
- 2018: Noah's Bagels Commercial (Kurzfilm)
- 2019: You Ain't Yeti for This (Kurzfilm)
- 2019: Lunch Break with Saikebon! (Kurzfilm)
- 2019: The Wrestler (Kurzfilm)
- 2019: Problematic Solution (Kurzfilm)
- 2019: Big Solution, Big Problem (Kurzfilm)